# Système de santé au Québec

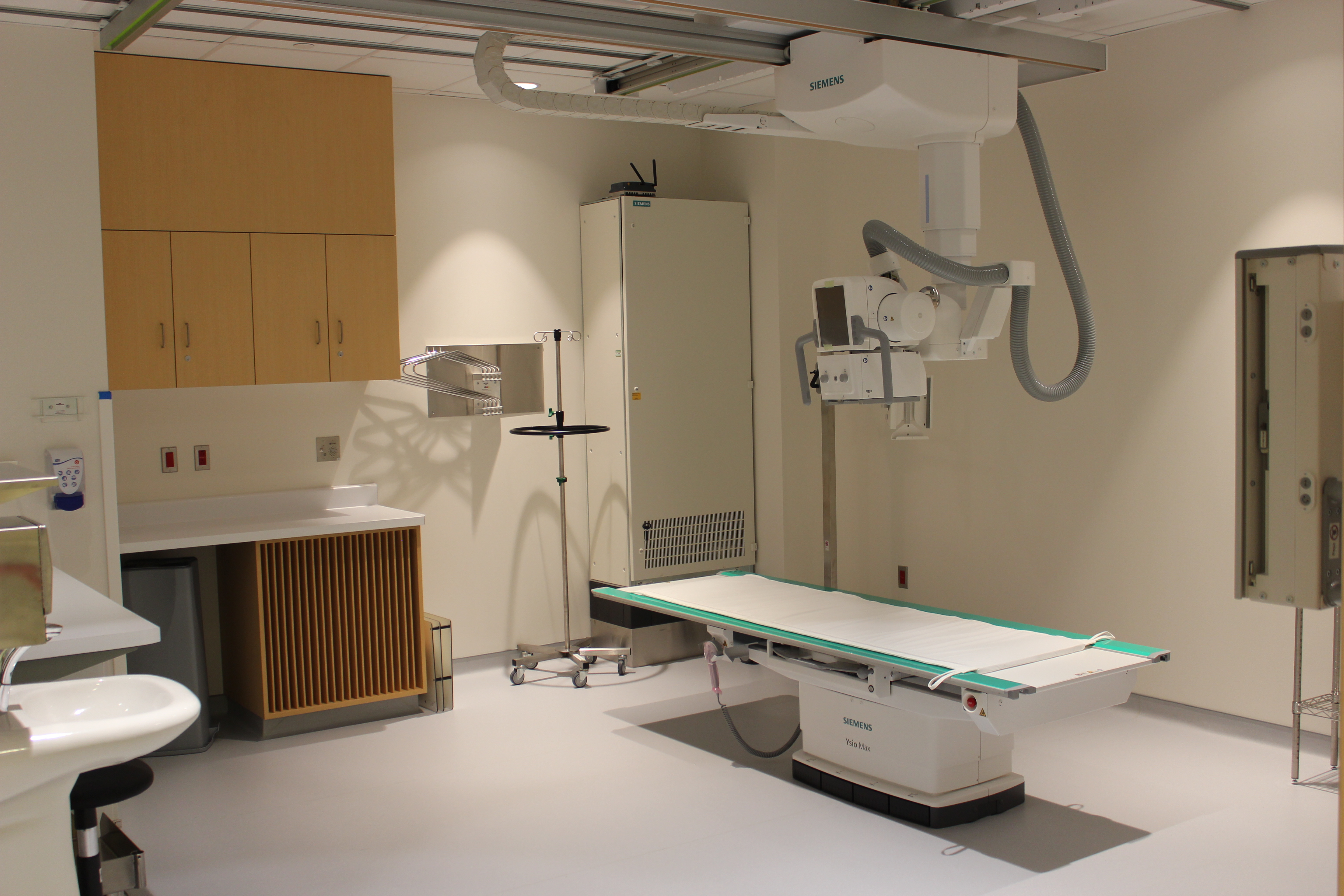
Équipement de radiographie dédié au niveau des urgences du CHUM.

Le Québec, est doté d'un système de santé distinct administré par l'agence Santé Québec du ministère de la Santé et des Services sociaux. Le système de santé au Québec réunit l’ensemble des institutions et des ressources et qui ont comme objectif principal d’améliorer la santé des individus.
Consolidé au début des années 1970, le système de santé québécois est universel et dispense des soins gratuits aux résidents du Québec. Son financement est administré par la Régie de l'assurance maladie du Québec.

## Histoire

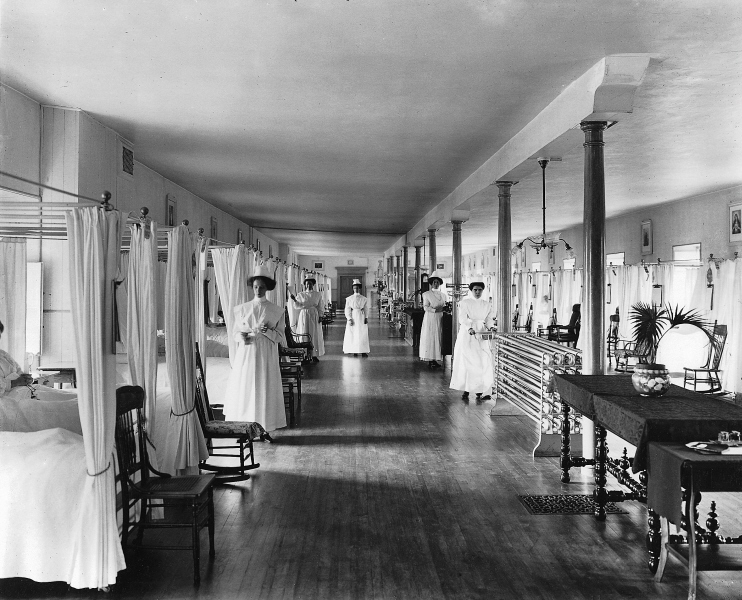
Salle commune, Hôtel-Dieu, Montréal, 1911

Les premières institutions médicales de la Nouvelle-France apparaissent au XVIIe siècle quelques décennies après l’arrivée des premiers colons. Au rythme de l’accroissement de la population, ce sont les communautés religieuses catholiques qui établiront les premiers hôpitaux, puis, au XIXe siècle, apparaissent les premiers hôpitaux laïques. 
Au cours de la première moitié du XXe siècle, les communautés religieuses et des organismes caritatifs administrent les hôpitaux du Québec. Le gouvernement québécois soutient financièrement les institutions pour prendre en charge les démunis à partir des années 1920. Le gouvernement finance également la construction massive d’hôpitaux au cours des années 1930 et 1940.
Après la Seconde Guerre mondiale, le système de santé québécois s’appuie sur de grandes compagnies d’assurances qui financent les hôpitaux en offrant des couvertures privées. La faible couverture de la population et la croissance des coûts entraînent de nombreux déficits dans les établissements laïques. Les grandes centrales syndicales feront pression pour une couverture publique.  

### Régie de l'assurance maladie du Québec
La Révolution tranquille débute dans les années 1960 et voit l’étatisation des hôpitaux et la création d’un régime universel d'assurance maladie qui jette les bases du système de santé québécois actuel. La Régie de l'assurance maladie du Québec implante la carte d’assurance maladie le 1er août 1970. Au cours des années 1970, les cliniques populaires sont prises en charge par l’État et deviennent les CLSC. Au départ dotées chacune de leur propre conseil d’administration et mission, ces polycliniques perdent progressivement leur indépendance et leurs ressources au profit des GMF.

### 1990, 2000 et 2010
Les années 1990, 2000 et 2010 voient plusieurs réformes et réorganisations du système de santé québécois dans une optique de réduction de la taille et des dépenses de l’État,,. Ces années sont aussi marquées par la création d’un régime public d’assurance médicament en 1997, et la consolidation et la construction de mégahôpitaux à Montréal.
Le système de santé du Québec était souvent cité en exemple en Amérique du Nord. Il présente néanmoins des faiblesses, notamment le manque de lits d’hôpitaux et de médecins généralistes. En 2022, environ 10 % de la population québécoise est dans l'attente d’un médecin de famille. L'entretien de ce système de santé est en outre onéreux en raison du poids de la rémunération des médecins, pouvant aller jusqu’à 300 000 dollars par an. « Ils constituent un groupe d’intérêt très puissant qui absorbe l’essentiel des dépenses de santé, et toute tentative des pouvoirs publics de baisser leur rémunération se heurte à un front du refus », relève ainsi Olivier Jacques, professeur au département de politique de santé de l’université de Montréal.

### Santé Québec
En 2023, Christian Dubé alors ministre de la Santé, fait adopté sous bâillon la Loi sur la gouvernance du système de santé et des services sociaux qui permettra principalement la création de Santé Québec,.
Cet organisme central pour gérer le réseau de la santé deviendrait l’employeur unique pour tout le réseau de la santé et aurait donc son propre conseil d’administration.
Ainsi les président-directeurs-généraux des 34 centres régionaux se rapporteront à cette agence plutôt qu’à des conseils d’administration. Cependant, des conseils d'établissement aux pouvoirs plus restreint remplaceront les conseils d'administration

## Organisation du système de santé
Les services de santé et les services sociaux sont intégrés au sein d'une même administration,. Les principes fondamentaux en sont l'universalité, l'équité et l'administration publique. Le système de santé québécois est public, ce qui signifie que l'État agit comme principal assureur et administrateur, et que le financement est assuré par la fiscalité générale. Ceci permet d'assurer l'accessibilité aux soins peu importe le niveau de revenus du patient.
On compte 34 établissements de santé au Québec, dont 22 sont des centre intégré de santé et de services sociaux (CISSS ou CIUSSS). Ils mettent en place différents services sur leurs territoires respectifs.

### Hôpitaux publics (CHSGS)

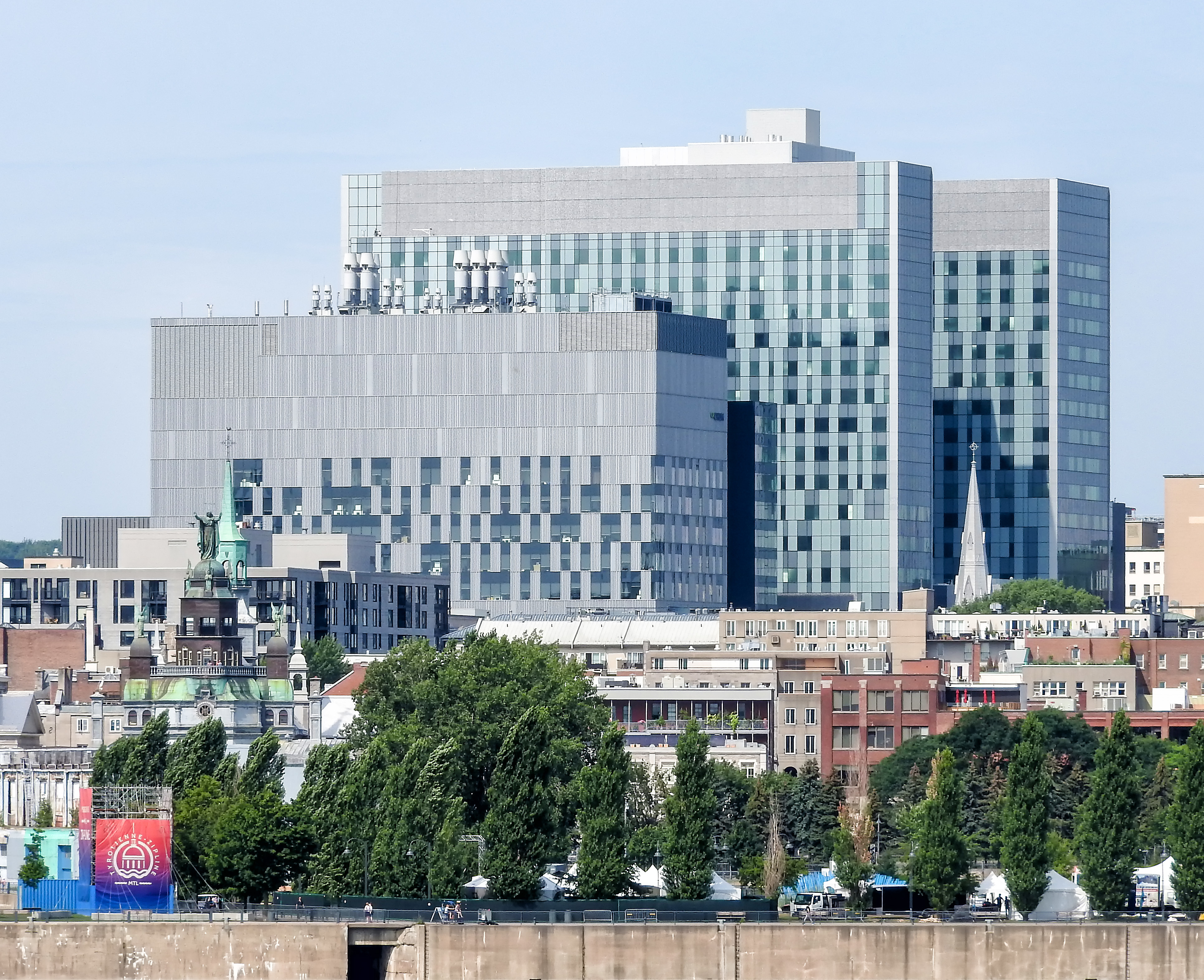
Le Centre hospitalier de l'Université de Montréal (CHUM), plus grand hôpital du Québec et plus grand hôpital universitaire au Canada.

Le Québec compte près de 140 centres hospitaliers de soins généraux et spécialisés (CHSGS).

#### Plus grands hôpitaux québécois
Le ministère de la Santé et des Services sociaux publie des statistiques mensuelles de répartition des capacités et des services autorisés par installation.
| Rang | Nom                                                         | Ville          | Nombre de lits |
| ---- | ----------------------------------------------------------- | -------------- | -------------- |
| 1    | Centre hospitalier de l'Université de Montréal              | Montréal       | 734 lits       |
| 2    | Hôpital Charles-Le Moyne                                    | Longueuil      | 571 lits       |
| 3    | Hôpital Maisonneuve-Rosemont                                | Montréal       | 504 lits       |
| 4    | Centre universitaire de santé McGill                        | Montréal       | 480 lits       |
| 5    | Hôpital général juif                                        | Montréal       | 461 lits       |
| 6    | Hôpital de la Cité-de-la-Santé                              | Laval          | 451 lits       |
| 7    | Pavillon Sainte-Marie                                       | Trois-Rivières | 432 lits       |
| 8    | Hôpital du Sacré-Cœur de Montréal                           | Montréal       | 420 lits       |
| 9    | Hôpital de l'Enfant-Jésus                                   | Québec         | 376 lits       |
| 10   | Centre hospitalier universitaire de Sherbrooke - Fleurimont | Sherbrooke     | 365 lits       |

### Ressources privées
Des ressources privées complètent le portrait du système de santé. Ce sont :
- Groupe de médecine de famille, des cabinets et des cliniques privées de médecins, dentistes, etc.
- des pharmacies
- des organismes communautaires
- des résidences privées pour personnes âgées, avec services de santé

À la suite de la pandémie de COVID-19, plusieurs voix se sont fait entendre, exigeant l’abolition complète du secteur privé dans le système de santé québécois.

## Personnel du réseau de la santé

### Personnel médical
Les médecins sont membres du Collège des médecins du Québec et d'associations de spécialistes, le cas échéant. Les médecins peuvent pratiquer dans des cliniques privées, dans un Centre local de services communautaires ou dans un hôpital. 
Un des problèmes principaux est le manque d'effectifs médicaux en région. La Régie de l'assurance-maladie du Québec paie les honoraires des médecins selon des grilles négociées avec les fédérations de médecins. Certains services et fournitures peuvent être aux frais des patients.
Pour les médecins diplômés hors du Canada et des États-Unis :
Le service Recrutement Santé Québec (RSQ) du ministère de la Santé et des Services sociaux s’adresse aux médecins diplômés hors du Canada et des États-Unis (DHCEU) qui souhaitent exercer leur profession au Québec.

### Recrutement Santé Québec
Recrutement Santé Québec (RSQ) est le service de recrutement officiel du ministère de la Santé et des Services sociaux pour les personnes diplômées en santé et services sociaux hors Canada.
RSQ dois faciliter le recrutement, l'accueil et l'intégration des professionnels de la santé et des services sociaux diplômés hors Canada qui maîtrisent le français. 
Il accompagne et aide les candidats et les établissements durant les démarches de recrutement et d'immigration et ses services sont gratuits.
RSQ ne fournit pas de services aux médecins.

## Dichotomie public/privé en santé mentale
Principalement, il existe deux types de ressources : les institutions publiques et les institutions privées. Les institutions publiques sont principalement les hôpitaux où des psychiatres et psychologues travaillent pour le gouvernement. Les institutions privées sont des établissements où les spécialistes ont leur propre bureau et travaillent pour eux-mêmes. Contrairement aux institutions privées, les institutions publiques sont gratuites et accessibles à tous. Le système économique mis en place par le gouvernement québécois assure des services complètement gratuits, dont les impôts. Ainsi, la demande auprès des institutions publiques est beaucoup plus élevée en raison de son accessibilité et de sa gratuité. Au contraire, les institutions privées sont réservées aux gens plus aisés financièrement, en raison de leur service payant. Certains citoyens n'ont pas les moyens de se permettre des soins privés et se tournent plutôt vers les services publics. Il est ainsi possible d'éviter de débourser pour avoir accès à des soins de santé : utiliser le service public qu'offre l'État. 
Cela dit, les institutions publiques sont submergées de demande, ralentissant ainsi le processus de pouvoir consulter un professionnel de la santé. Afin d'obtenir de l'aide pour soigner un trouble de santé mentale, il peut y avoir un temps d'attente allant jusqu'à deux ans pour voir un spécialiste au public. Comme la demande est plus élevée en raison de la gratuité des soins, les spécialistes du secteur public ont une très grosse charge de travail versus leur capacité. Cette charge est parfois décourageante, poussant ainsi certains professionnels à remédier à ce travail. Dans certaines institutions publiques, des spécialistes quittent leur emploi en raison des mauvaises conditions de travail. Principalement, les travailleurs de la santé n'ont aucun congé alloué et doivent obligatoirement faire du temps supplémentaire sous peine de congédiement. Certains de ces spécialistes prennent la décision de quitter leur emploi en raison des mauvaises conditions de travail, augmentant ainsi davantage la charge de travail des spécialistes restant. En raison de la charge de travail trop élevée, certains spécialistes verront la qualité de leur service diminué. Certaines pratiques médicales en santé mentale sont qualifiées de "froides, expéditives et contraintes par le temps et l'espace". Les services ne sont pas basés sur l'accueil et la compréhension du patient, mais sur la rapidité de la rencontre afin de soigner le plus de patients possible en peu de temps. Également, il existe un manque d'humanité de la part des spécialistes du Québec. Ceux-ci apposent des diagnostics trop tôt sans même avoir fait un examen complet du patient. Aussi, les patients se disent considérés comme des numéros et ont l'impression de déranger les spécialistes lors de consultations. Le personnel du secteur public a tendance à prescrire de la médication de façon automatisé. Certains patients disent ne pas avoir eu besoin de médicament afin de remédier à leur trouble de santé mentale malgré la prescription de médicaments de la part de leur psychiatre. Plusieurs patients mentionnent avoir abandonné leur demande d'aide en raison de la longueur de l'attente auprès du service public, ainsi que l'approche utilisée par ces spécialistes.     

## Opinion publique
Les délais d’attente dans le système de santé publique et le rôle des entrepreneurs dans l’administration des soins constituent des enjeux récurrents sur la scène politique québécoise. Selon un sondage réalisé en 2020 par la firme Ipsos, 88 % des Canadiens sont d’avis que la capacité du système de santé doit être améliorée. Ce pourcentage s’élève à 93 % pour les citoyens âgés de 55 et plus. Aussi, la bureaucratie du système de santé publique inquiète 61 % des Canadiens et 75 % des Québécois, ce qui pourrait expliquer que 63 % des Canadiens et 75 % des Québécois soient ouverts à ce qu’une plus grande part des soins de santé soient offertes par le secteur privé dans le cadre d’un système de santé universel.
De plus, près de sept Canadiens sur dix (76 % des femmes) aimeraient que la télémédecine continue d’être offerte après la pandémie de COVID-19.
Un sondage Ipsos réalisé en 2021 concluait que 85 % des Québécois jugent le système de santé trop bureaucratique pour répondre aux besoins de la population.

## Performance et qualité

### Urgences
En 2019, près de 380 000 Québécois sont ressortis des urgences sans avoir vu un médecin, vraisemblablement en raison des longs temps d’attente. À la mi-janvier 2020, le taux d’occupation des urgences dans les Laurentides, dans Lanaudière, à Montréal, à Laval, et en Montérégie oscillait entre 130 % et 140 %, et même jusqu’à 150 % dans plusieurs hôpitaux. Les taux d’occupation élevés s’expliqueraient notamment par le choix des patients de se faire soigner aux urgences plutôt que dans les cliniques.  Un service téléphonique Info-Santé CLSC a été implanté afin, entre autres, de diminuer la fréquentation des urgences des hôpitaux pour des problèmes de santé non urgents.  Les résultats révèlent que 75,5 % (IC.95 = 0,73 – 0,78) des participants connaissent le service Info-Santé CLSC. Des stratégies pourraient être développées pour accroître l’utilisation de ce service, favorisant ainsi le recours à des sources de soins plus appropriées.  